# Цинков карбонат
Цинковият карбонат е химично съединение с формула ZnCO3. Цинковият карбонат е известен като минерала смитсонит. Обикновено той е оцветен в сиво, жълто, кафяво в зависимост от природата на онечистването. Когато се получава изкуствено чрез утаяване на цинкова сол с алкален карбонат, продуктът има бял цвят, малко е разтворим във вода и съдържа в себе си известни количества Zn(OH)2, които зависят от условията на утаяването, температурата и концентрацията на разтворите. Може да се получи от разтвор на цинкова сол с разтвор на натриев хидрогенкарбонат, или чрез прекарване на СО2 през прясно утаен цинков хидроксид:
ZnSO4 + NaHCO3 → ZnCO3 + NaHSO4
Zn(OH)2 + CO2 → ZnCO3 + H2O
За да се получи неутрален трябва да се утаява с натриев бикарбонат, наситен с СО2. Цинковият карбонат има молекулна маса 4,44. При нагряване се разлага при сравнително невисока температура. В системата ZnCO3 – ZnO – CO2, налягането на газовата фаза става доказуемо при 90 °C за аморфния ZnO. За смитсонита температурата е съответно 137 °C. Дисоциационната температура на ZnCO3 е 297 °C. При увеличаване съдържанието на СО2 във водата разтворимостта на ZnCO3 се увеличава поради превръщането му в разтворимия Zn(HCO3)2. При нагряване на водната суспензия на ZnCO3 той се хидролизира, като се превръща в основен карбонат.
От основните карбонати, които се извеждат от общата формула xZnCO3.yZn(OH)2, където x и y са стойности, които зависят от условията на утаителния процес цинкова сол – алкален карбонат. Най-често срещаният основен карбонат е 2ZnCO3.3Zn(OH)2. В природата е установен като минерала хидроцинкит.